# 环境权限
环境权限（英文：Ambient Authority）是系统访问控制研究中的术语。当主体（比如某个计算机程序或Linux上的某个用户）指明它需要的客体（Object，比如某一文件）的名称和它将要对该客体执行的动作（Operation，比如“复制”）便可以完成该动作的时候，我们称该主体使用了环境权限。
在“环境权限”的定义中：
1. 客体的“名称”指的是可被任何主体使用的某一客体的唯一标识符，这一“名称”本身不包含它所指代的客体的权限信息。（举例来说，有一客体名为“foo.txt”，主体“root”拥有权限“rwx”，名称指的就是“foo.txt”，并不包含权限“rwx”）；
2. 一个由主体发起的动作“获得许可（或称“可以完成”）”指的是该主体能够提出任何一种能够完成该动作的请求。（举例来说，主体“root”具有“foo.txt”的“r”权限，那么当主体提出“r foo.txt”的时候能够完成“r”的动作，我们说主体的“r”动作获得了许可）

“环境权限”存在于“广泛的可见空间（比如全局环境变量）”，也就是说任何主体都可以通过名称请求它并完成动作。
下面是一个C程序通过open()程序调用来完成读取文件的操作：
```
open(“filename”，O_RDONLY, 0)
```

在程序调用过程中，程序仅仅指明了目标文件的文件名，此文件名不包含任何的权限信息，也就是说C程序无法从此文件名中获得权限信息。在这个语境中，权限信息存在于环境中，这也就是我们所说的“环境权限”。

### 问题
当环境权限被请求时，是否授予或拒绝权限取决于动作的全局属性，比如作出动作的身份或角色（在Li/Unix语境下，这里的身份即为“用户”）。在使用环境权限的时候，权限的管理将独立于原有的权限控制表或基于角色的权限控制等模式，因而正在使用环境权限的程序不会被传统的权限控制手段限制。在这种情况下，系统的权限控制机制无法区分环境权限的使用者是谁，导致了代理混淆问题

下面的例子来自于 UC Barkely EECS学院 David Wagner教授的PLAS06课程：
```
# “cp” 必须运行在环境权限下，它可以访问任意用户能够访问的文件

$
 
cp
 
foo.txt
 
bar.txt

#“cat” 只需要它用得到的权限

$
 
cat
 
<
 
foo.txt
 
>
 
bar.txt

# 环境权限：即使你不需要，也会在调用时带来的权限

```

今天，因为Unix和Windows系统都是在用户启动程序后直接赋予程序所有用户拥有的权限，所以这两种操作系统都在使用环境权限模式进行权限管理。这不仅可能赋予被执行程序多于所需的权限，还无法控制程序使用了何种、来源于何的权限。这种情形下，用户只能祈望程序没有使用过多权限。

### 解决方案
与环境权限相对应的是“基于能力的权限控制”，这一模式要求程序执行时像接收数据那样接收并利用权限。权限授予机制在程序请求权限时审查并发放“权限”，以此赋予主体使用客体的“能力”，以便于避免代理混淆问题。
但是请注意，基于能力的权限管理系统与非环境权限授权系统并不是同义词。